# Accord commercial Asie-Pacifique
L'accord commercial Asie-Pacifique est un accord de libre-échange entre l'Inde, le Sri Lanka, la Corée du Sud, le Bangladesh, le Laos, la Chine et la Mongolie. Il est signé en 1975 par l'Inde, le Sri Lanka, la Corée du Sud, le Bangladesh et le Laos, sous le nom d'accord de Bangkok. La Chine rejoint l'accord en 2001, et la Mongolie en 2020,.